# Bơi nghệ thuật tại Thế vận hội Mùa hè 2008
Giải bơi nghệ thuật tại Thế vận hội Mùa hè 2008 diễn ra từ ngày 18 đến ngày 23 tháng 8 năm 2008 tại Trung tâm Thể thao dưới nước Quốc gia Bắc Kinh.

## Bảng huy chương
| Nội dung | Vàng | Bạc | Đồng |
| -------- | --- | --- | --- |
| Đôi nữ   | Nga (RUS) · Anastasia Davydova · Anastasia Ermakova | Tây Ban Nha (ESP) · Andrea Fuentes · Gemma Mengual | Nhật Bản (JPN) · Nguyên Điền Tảo Tuệ · Linh Mộc Huệ Mỹ Tử                                                                                             |
| Đồng đội | Nga (RUS) · Anastasia Davydova · Anastasia Ermakova · Maria Gromova · Natalia Ishchenko · Elvira Khasyanova · Olga Kuzhela · Yelena Ovchinnikova · Anna Shorina · Svetlana Romashina | Tây Ban Nha (ESP) · Alba María Cabello · Raquel Corral · Andrea Fuentes · Gemma Mengual · Thaïs Henríquez · Laura López · Gisela Morón · Irina Rodríguez · Paola Tirados | Trung Quốc (CHN) · Cố Bối Bối · Hoàng Tuyết Thần · Tương Đình Đình · Tương Văn Văn · Lưu Ngẫu · La Thiến · Tôn Thu Đình · Uông Nam · Chương Hiểu Hoan |